# Trilha de estrelas

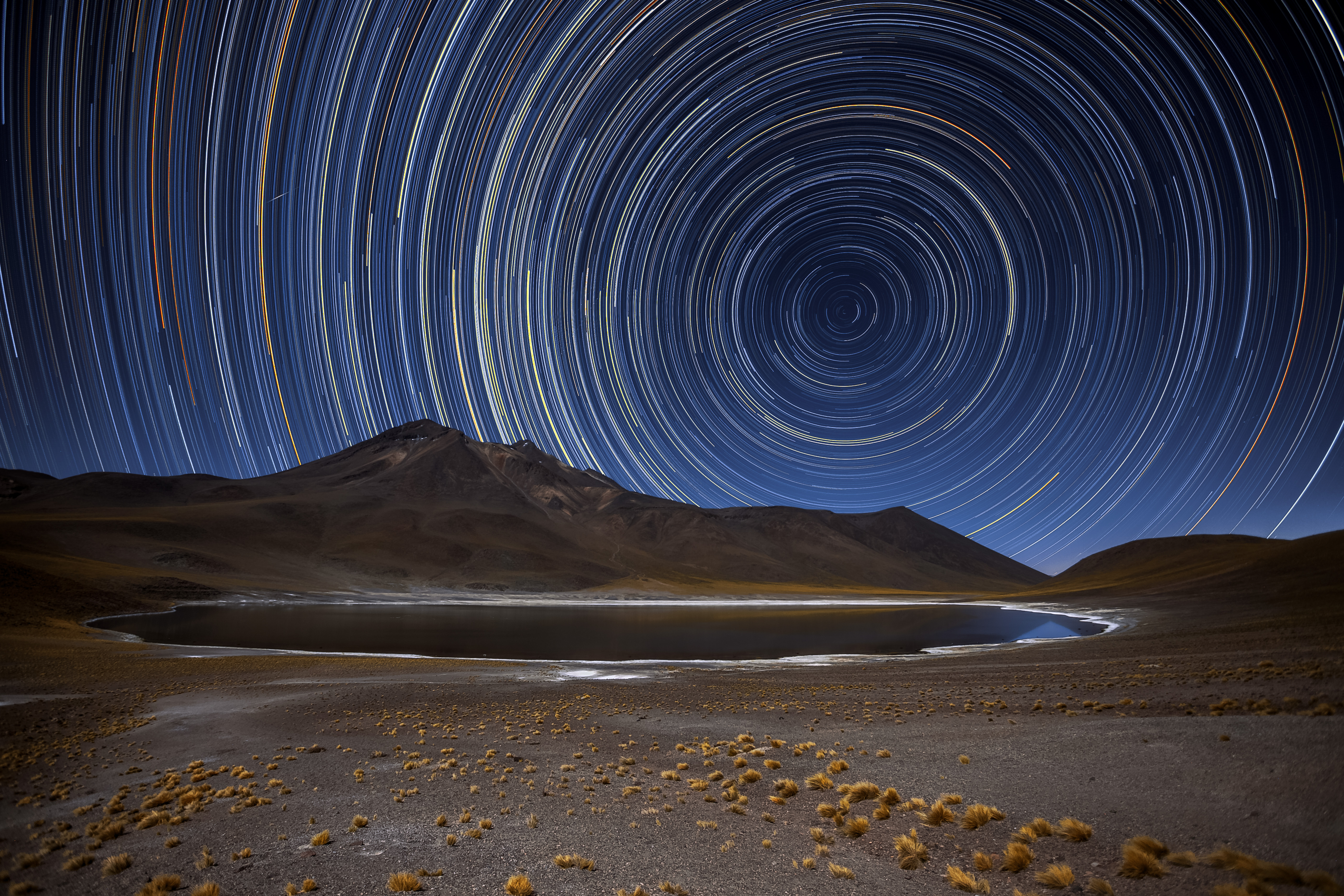
A imagem mostra a aparente rotação das estrelas em torno do Sul Equatorial.

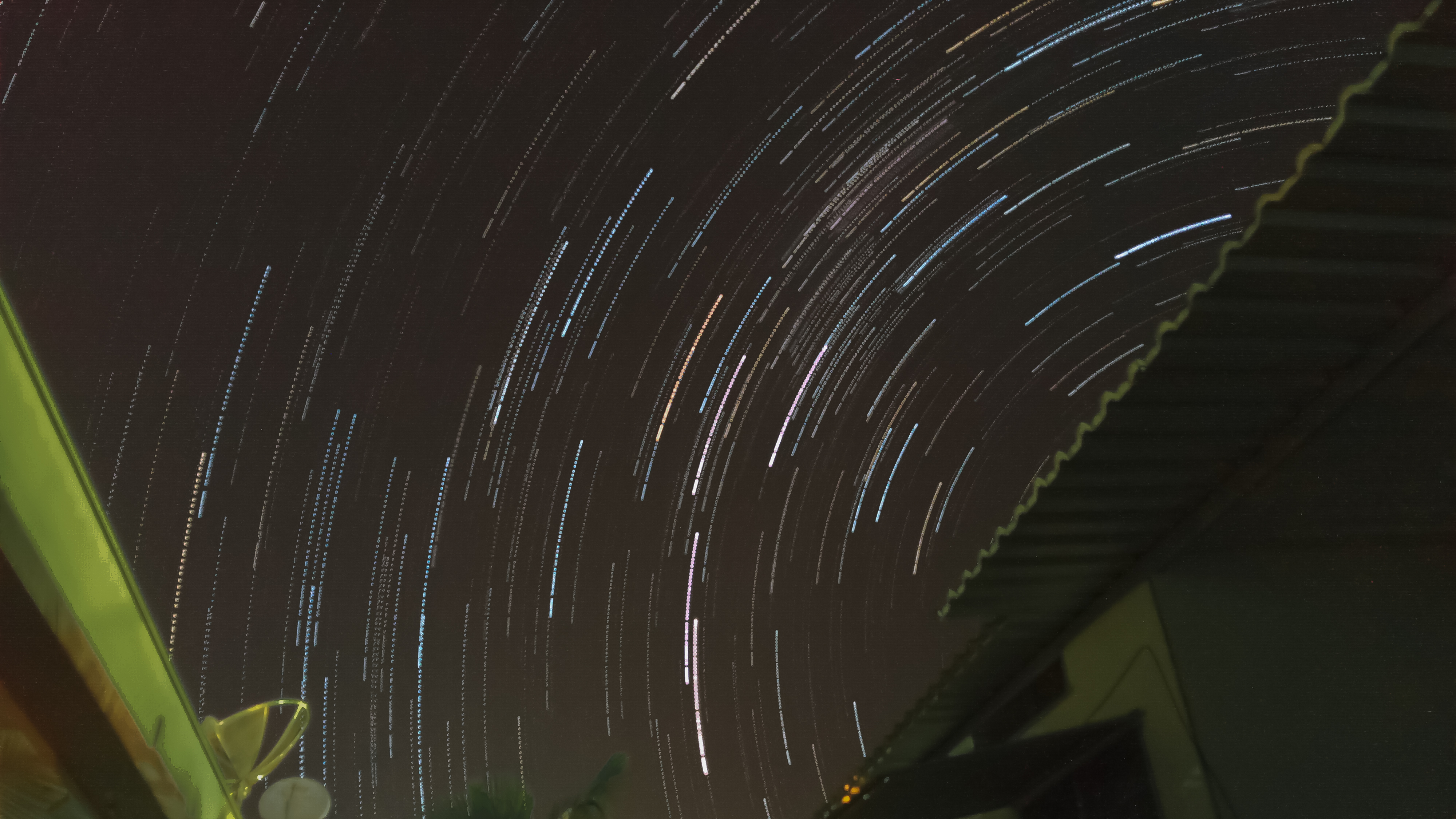
Exemplo de uma trilha de estrelas, usando a técnica de múltiplas capturas do seu smartphone.

Uma trilha de estrelas, ou uma trilha estrelar, é um tipo de fotografia de longa exposição, feita para capturar o movimento das estrelas no céu noturno, devido ao movimento de rotação da Terra. O tempo de exposição usado para a criação dessas imagens, podem variar de alguns minutos, até várias horas. Porém, existe uma técnica mais simples e praticada, que consiste em fazer várias capturas, e em seguida realizar um empilhamento para a criação das star trails.

## Captura

### Longa exposição
As capturas de longa exposição têm a vantagem de gerar um único arquivo, facilitando o pós-processamento. Porém, por ficar muitas horas com o obturador aberto, ela pode conter muito ruído, o que atrapalha a nitidez da imagem.
Para realizar uma captura de longa exposição, é necessário uma câmera DSLR, que te permita um longo tempo de exposição.

### Múltiplas capturas
Realizar múltiplas capturas é relativamente mais simples, por não precisar de um equipamento muito sofisticado,  o que te permite fotografar até mesmo com o seu smartphone (Caso tenha o suporte necessário). Utilizar esta técnica tem a vantagem de reduzir o ruído da imagem final, mas pode não ser vantajoso por gastar muitos "clicks" de sua câmera, e também por gerar muitos arquivos.
Para realizar este tipo de captura, basta utilizar um tripé e fazer várias capturas de alguns segundos, e em seguida usar algum software para empilhar as imagens, como por exemplo: StarStax.

## Galeria

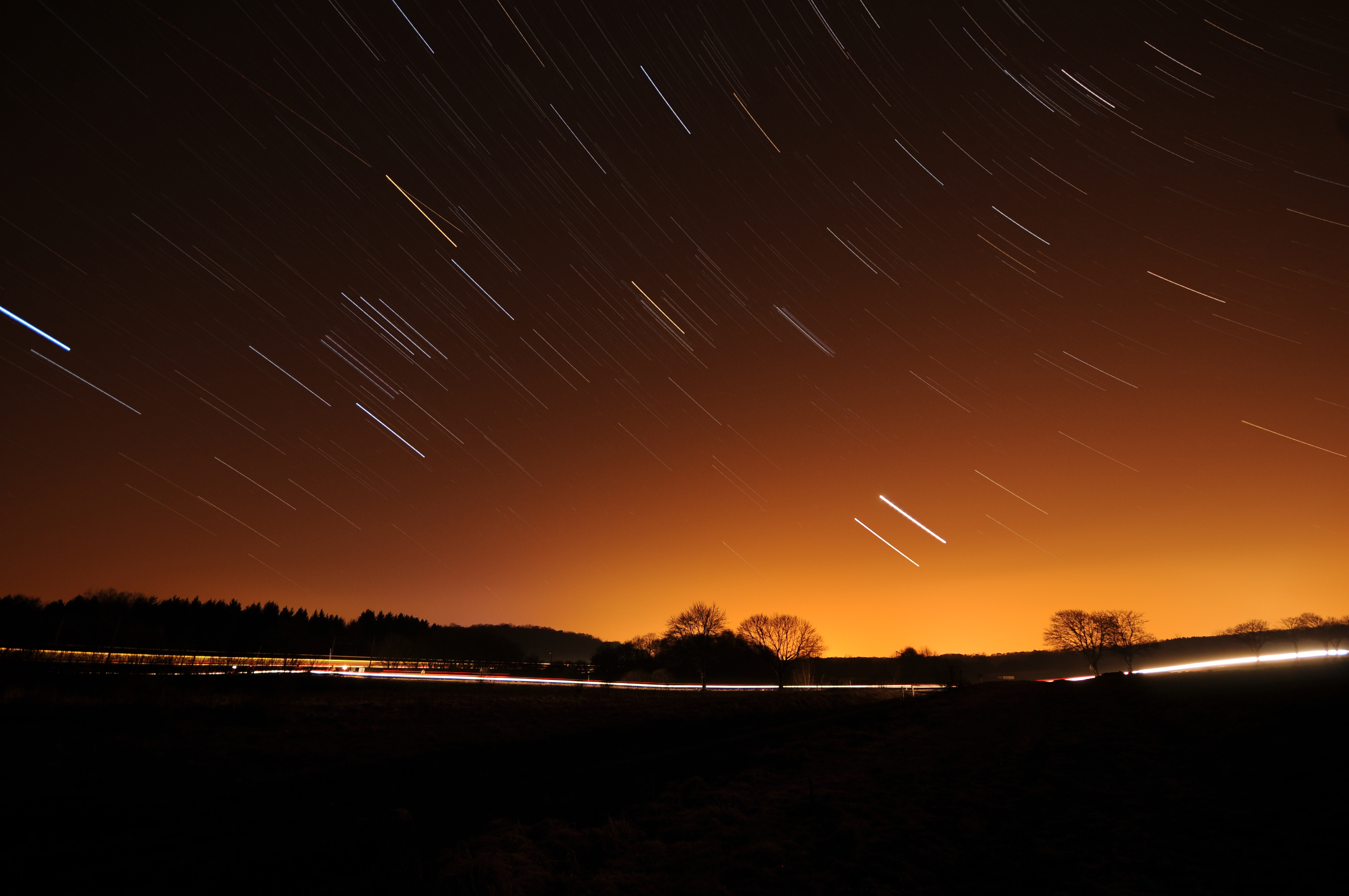
Trilhas de estrelas fotografadas voltadas para noroeste.
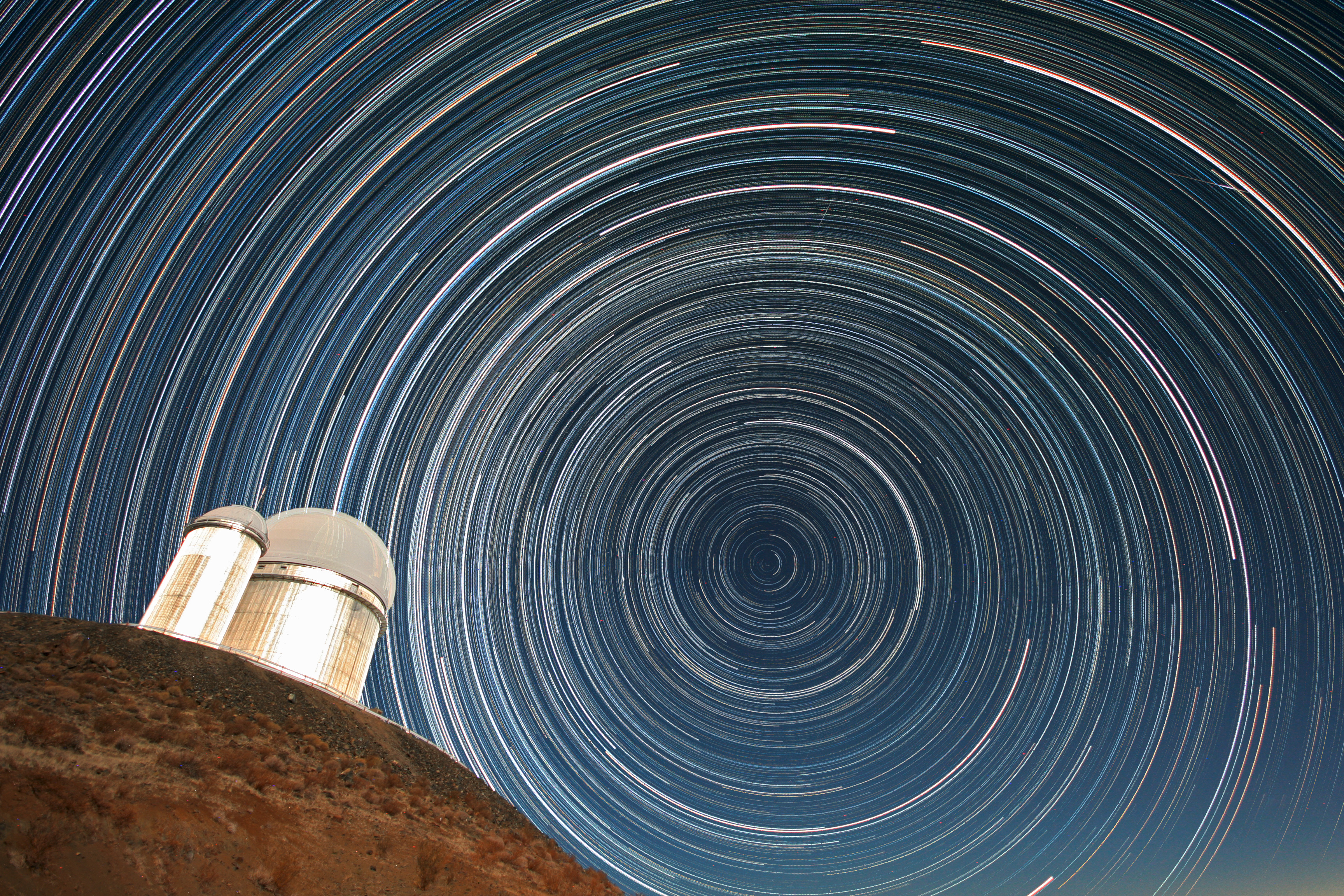
Trilhos de estrelas sobre o Telescópio de 3,6 metros do ESO.
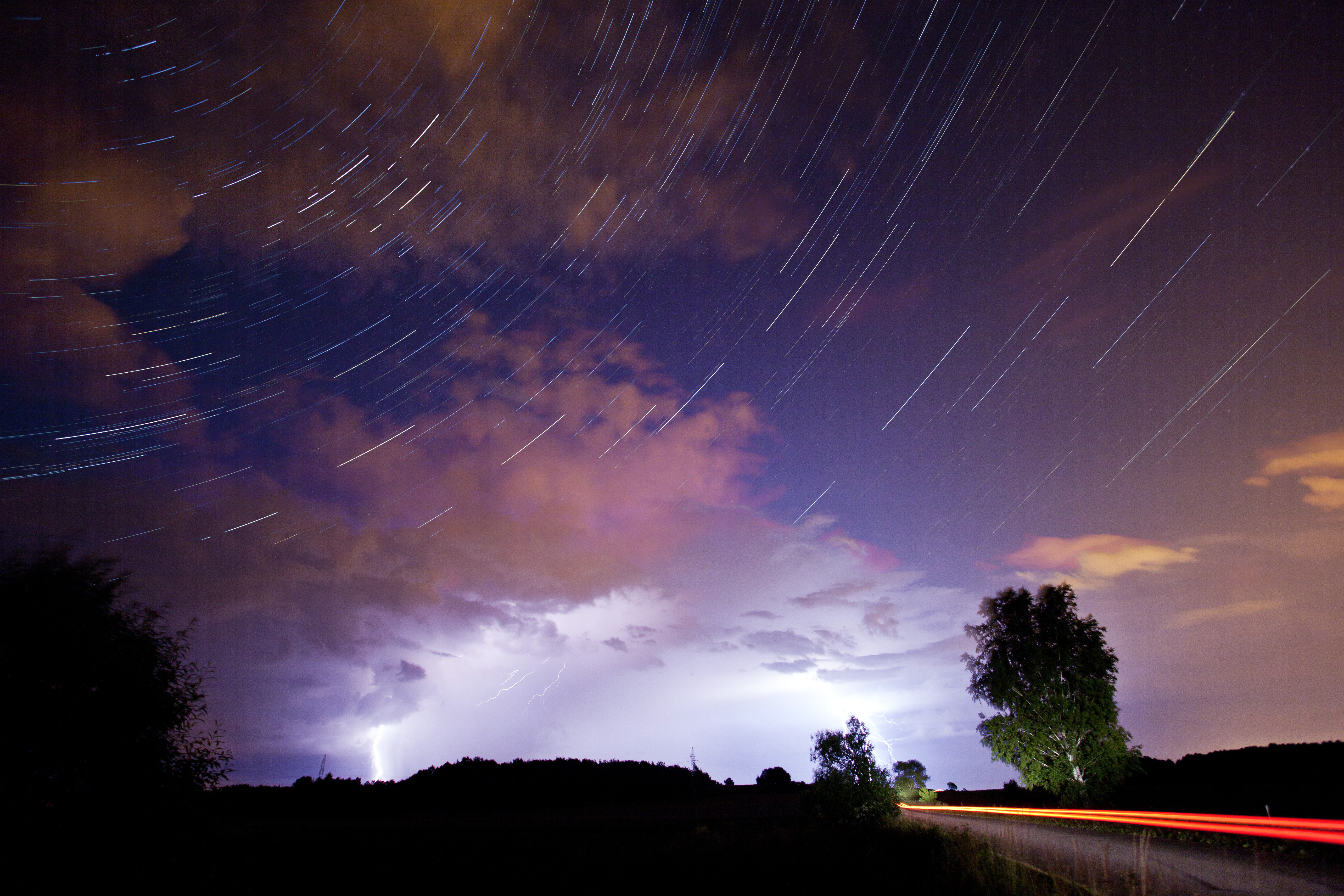
A constelação de Cassiopeia durante uma tempestade.
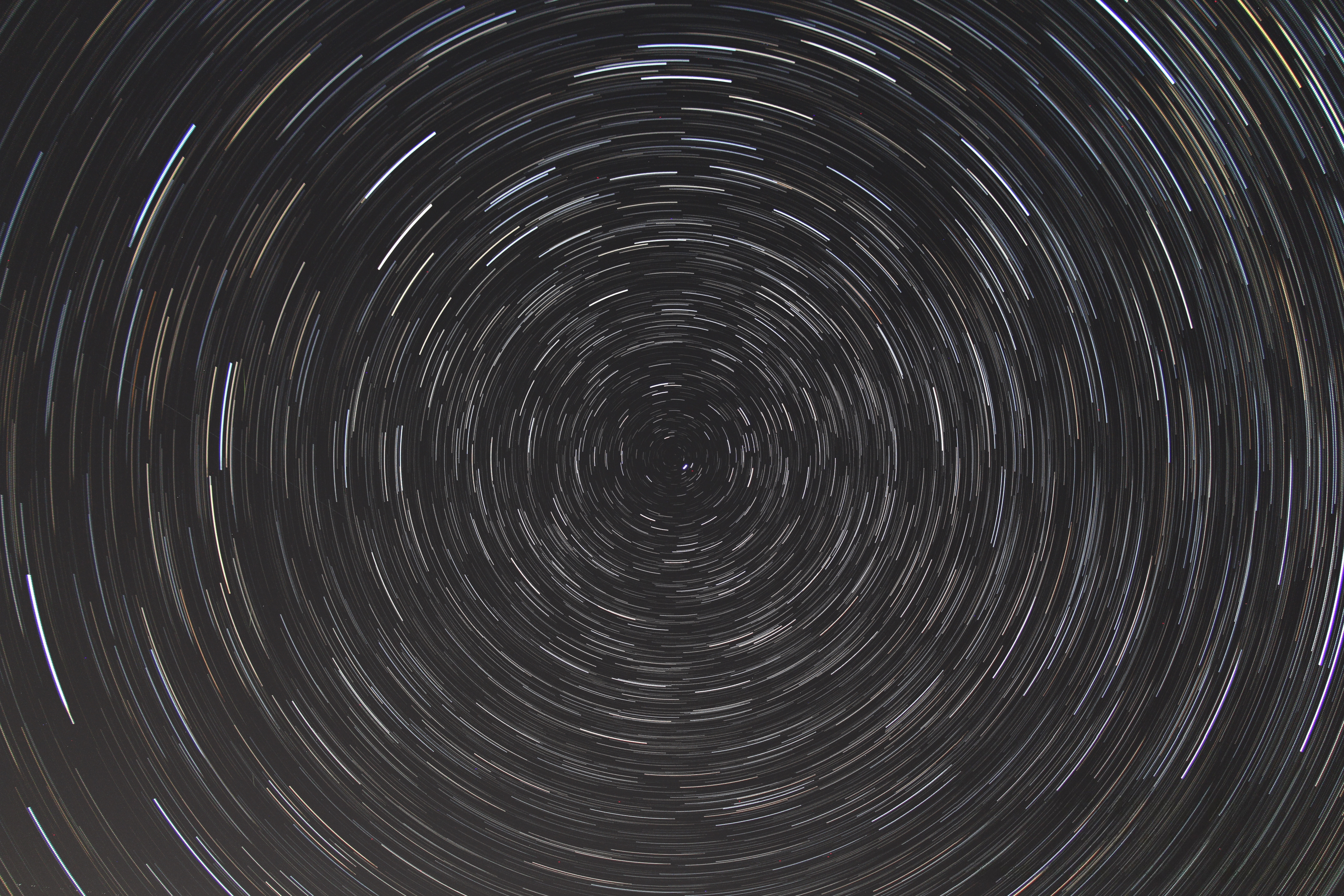
Startrail filmado em Waterworks Prairie Park, Iowa.
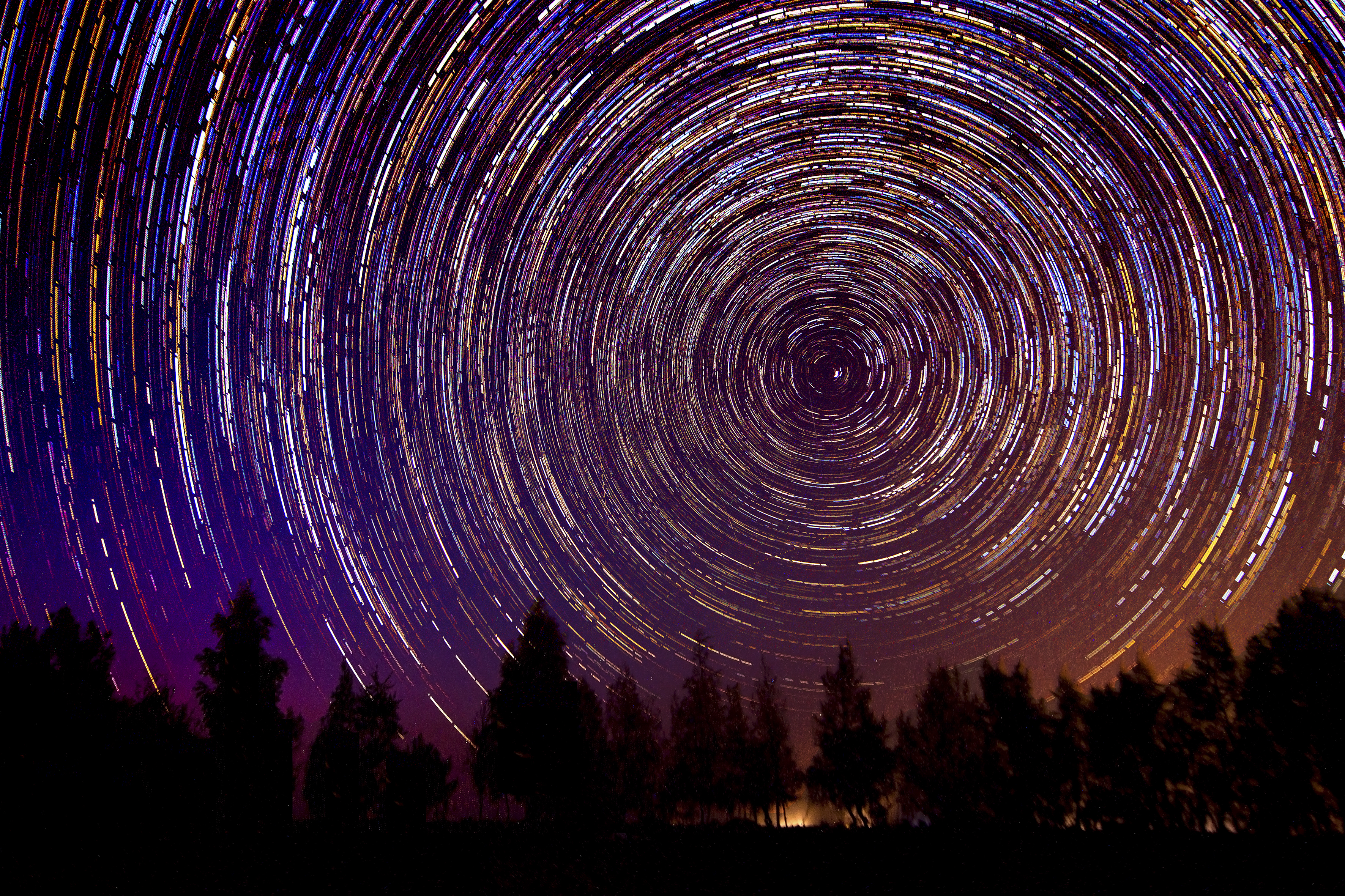
Trilha de estrelas em Faium, Egito.
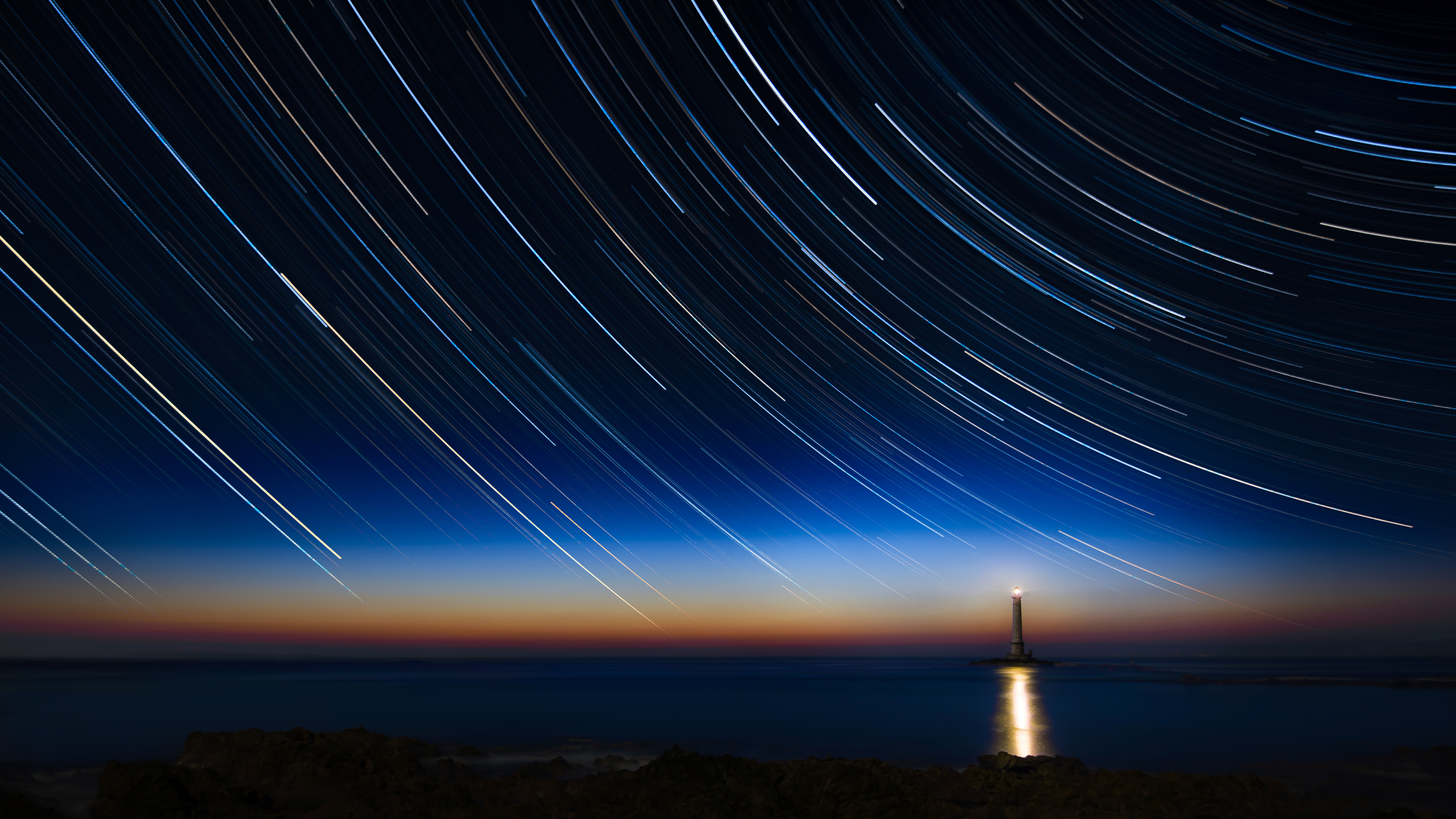
Estrelas circumpolares em trilhas estelares no farol de La Hague, França.
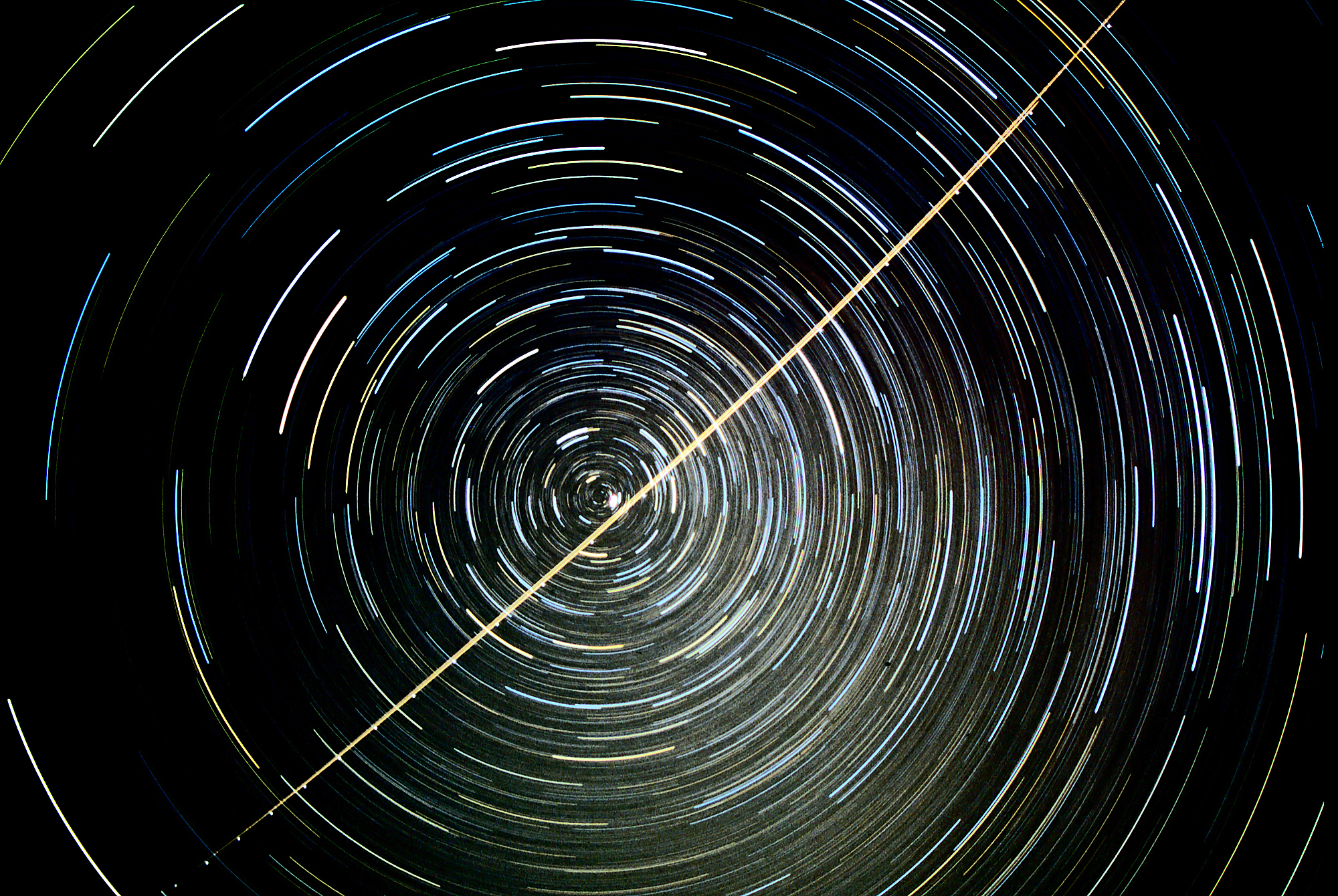
Uma fotografia de trilha estelar mostrando o movimento aparente das estrelas ao redor do pólo celeste norte; Polaris é a estrela brilhante perto do pólo, logo acima da trilha do jato.
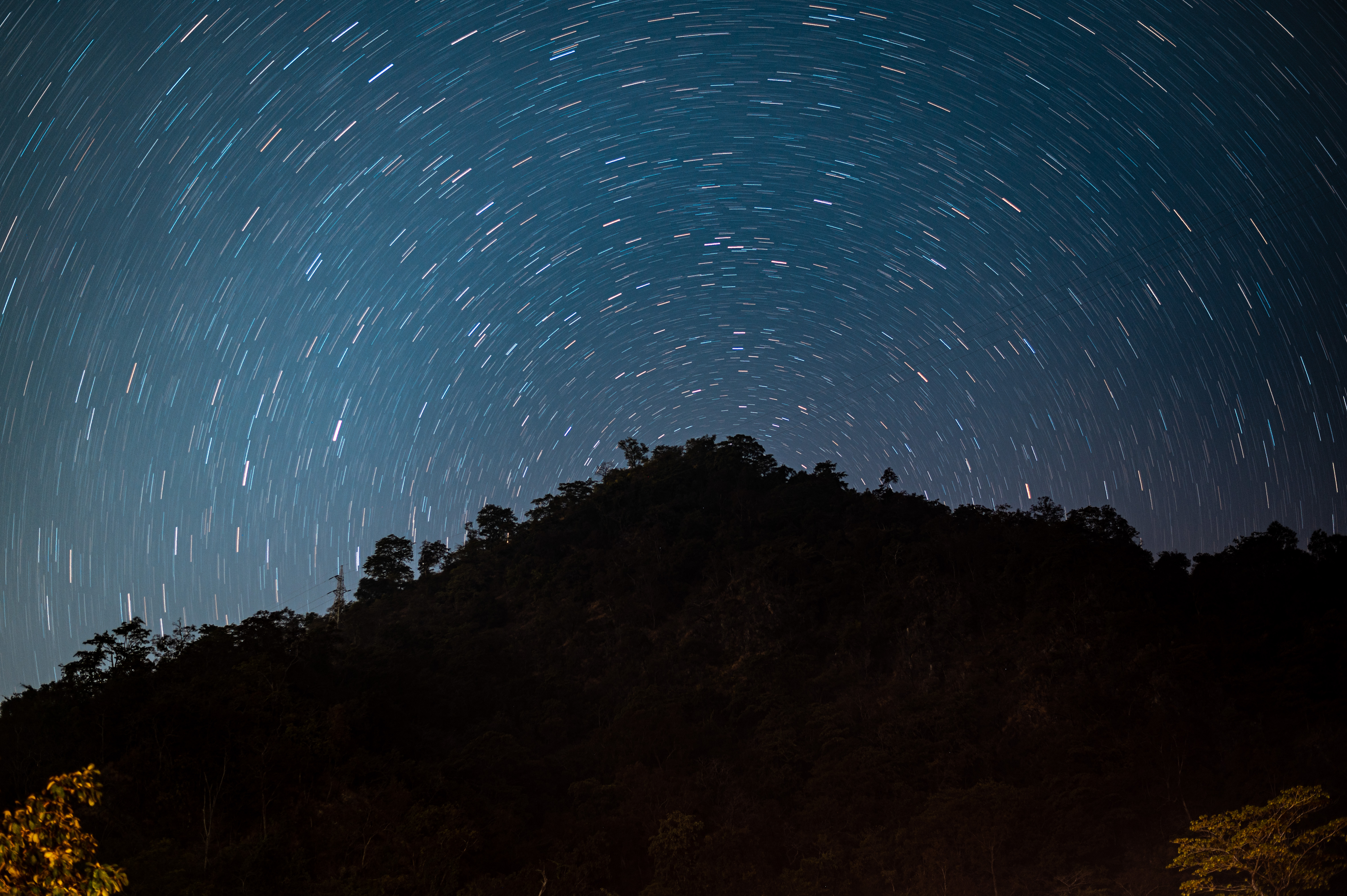
Trilha de estrelas em Rishikesh, Índia.
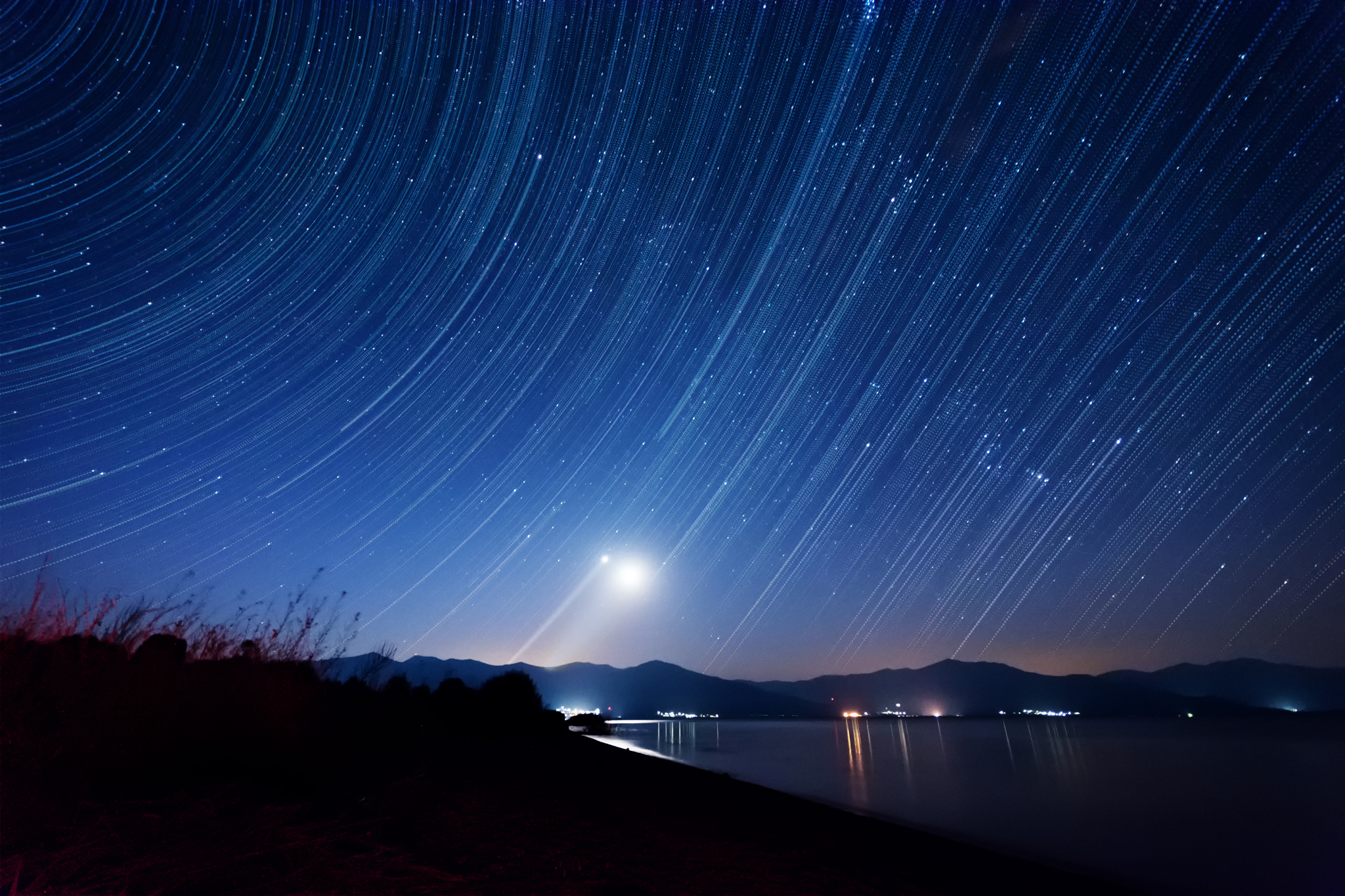
Trilhos de estrelas e de luz da Lua e Venera, os objetos mais brilhantes do céu noturno, estendem-se acima do Lago Prespa.